# Bradley Joseph

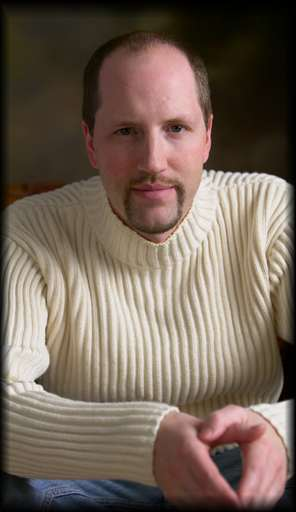
Bradley Joseph

Bradley Joseph (* 1965 in Willmar, Minnesota) ist ein US-amerikanischer Musiker, Komponist und Arrangeur. Nachdem er als Keyboarder für internationale Künstler wie Yanni oder Sheena Easton bekannt geworden war, begann er 1994 eine Solokarriere.

## Leben
Durch den Einfluss seines Vaters geprägt, begann Bradley Joseph im Alter von acht Jahren das Klavierspielen. Schon während seiner Jugendzeit erkannte er, dass die Musik seinen weiteren Werdegang beeinflussen werde. Nach seinem Schulabschluss begann er an der Moorhead State University ein Musik-Studium. Vor allem durch seine Auftritte mit verschiedenen Bands in den Twin Cities am Piano und Keyboard konnte er sich in der Rock-’n’-Roll-Szene einen Namen machen.
1988 wurde Bradley Joseph von dem griechischen Musiker Yanni entdeckt, der ihn für seine Band engagierte. In der Band war er sowohl als Keyboarder, aber auch als Komponist tätig. Zusammen mit Yanni ging er zunächst in den Vereinigten Staaten, später auch weltweit auf Tournee und trat so vor vielen Millionen Zuschauern auf. Nach sechs Jahren schied er aus der Band aus und arbeitete fortan für die Grammy-Gewinnerin Sheena Easton als Keyboarder.
Im Jahre 1994 veröffentlichte Bradley Joseph sein erstes Soloalbum Hear The Masses, welches aus verschiedenen Piano-Stücken und Orchesterballaden bestand, die er mit vielen früheren Bandmitgliedern, aber auch anderen bekannte Künstlern zusammen aufnahm. 1998 gründete er sein eigenes Musiklabel, Robbins Island Music, bei dem er fortan weitere Alben veröffentlichte. 2003 setzte Joseph seine Zusammenarbeit mit Yanni fort. Als Keyboarder nahm er an der Ethnicity World Tour und war maßgeblich an der Arbeit an Yannis nächstem Album beteiligt.

## Diskographie
- Hear The Masses (1994)
- Rapture (1997)
- Solo Journey (1999)
- Christmas Around the World (2000)
- One Deep Breath (2002)
- The Journey Continues (2003)
- Music Pets Love: While You Are Gone (series) 2004–2008
- For The Love Of It (2005)
- Piano Love Songs (2006)
- Hymns and Spiritual Songs (2007)
- Classic Christmas (2008)
- Suites & Sweets (2009)
- Paint the Sky (2013)

## Kompilationen
- The Road Ahead 2004
- In The Heart of Everyone 2004